# CE Большого Пса
CE Большого Пса (лат. CE Canis Majoris) — двойная затменная переменная звезда типа Алголя (EA) в созвездии Большого Пса на расстоянии приблизительно 2538 световых лет (около 778 парсеков) от Солнца. Видимая звёздная величина звезды — от +13,4m до +12,8m. Орбитальный период — около 27,074 суток.

## Характеристики
Первый компонент — бело-голубая звезда спектрального класса B0.